# Ahwat
El-Ahwat je arheološko najdišče v izraelski pokrajini Manaseh, malo več kot 15 km vzhodno od Cezareje. Novembra 1992 ga je odkril italijanski arheolog Adam Zertal. Domneva se, da je bilo najdišče najbolj severozahodno naselje svetopisemskih Izraelcev. Datirano je v bronasto in železno dobo. 
Zertalova hipoteza trdi, da je bilo najdišče, ki spominja na bronastodobna naselja na Sardiniji, Italija, naselje Šerdenov, enega od Ljudstev z morja, pomorščakov iz 12. stoletja pr. n. št. Zertal najdišče datira v obdobje 1160–1150 pr. n. št., kar sovpada z domnevnim datumom vdora Ljudstev z morja v Izrael in svetopisemskim konfliktom med Sisero in Barak ben Avinoamom, omenjenim v Sodnikih 4-5. Zertal domneva tudi to, da je Ahwat istoveten s Harošet Hagojimom, omenjenim kot Siserova rezidenca v Sodnikih 4:2. Domnevo morda podpira najdba zaključka osi bojnega voza (lunek).
Arheolog Israel Finkelstein trdi, da je Zertalovo datiranje napačno. Finkelstein na osnovi radiokarbonskih datiranj in primerjave keramike drugih železnodobnih naselij v Izraelu ocenjuje, da je naselje kakšnih sto let mlajše od Zertalovih trditev.
- Pogled iz zraka na  Ahwat
- Najdbe
- Najdbe
- Najdbe